# British Victory Home Championship
Die British Victory Home Championship 1945/46 war eine inoffizielle Auflage der British Home Championship, ein im Round-Robin-System ausgetragener Fußballwettbewerb zwischen den vier britischen Nationalmannschaften von England, Irland (ab 1949/50 Nordirland), Schottland und Wales. Sie war Teil der, aus Anlass des Sieges über Nazi-Deutschland ausgetragenen, sog. Victory Internationals.
| Pl. | Nationalmannschaft | Sp. | S | U | N | Tore    | Punkte |
| --- | ------------------ | --- | - | - | - | ------- | ------ |
| 1.  | Schottland         | 3   | 3 | 0 | 0 | 006:200 | 06:0   |
| 2.  | Irland             | 3   | 1 | 0 | 2 | 003:400 | 02:40  |
| 3.  | England            | 3   | 1 | 0 | 2 | 001:200 | 02:40  |
| 4.  | Wales              | 3   | 1 | 0 | 2 | 001:300 | 02:40  |

|                                                   |   |            |           |
| 15. September 1945 in Belfast (Windsor Park)      |   |            |           |
| Irland                                            | – | England    | 0:1 (0:0) |
| 20. Oktober 1945 in West Bromwich (The Hawthorns) |   |            |           |
| England                                           | – | Wales      | 0:1 (0:1) |
| 10. November 1945 in Glasgow (Hampden Park)       |   |            |           |
| Schottland                                        | – | Wales      | 2:0 (?:0) |
| 2. Februar 1946 in Belfast (Windsor Park)         |   |            |           |
| Irland                                            | – | Schottland | 2:3 (2:1) |
| 13. April 1946 in Glasgow (Hampden Park)          |   |            |           |
| Schottland                                        | – | England    | 1:0 (0:0) |
| 4. Mai 1946 in Cardiff (Ninian Park)              |   |            |           |
| Wales                                             | – | Irland     | 0:1 (0:1) |